# Euodice
Euodice (лат.) — род птиц семейства вьюрковых ткачиков (Estrildidae). Распространены в Африке и Азии. Небольшие птицы длиной 10—14 см. Зерноядные птицы, которые питаются в основном семенами трав.

## Таксономия
Род введён в 1862 году немецким ботаником-систематиком и зоологом Людвигом Райхенбахом (нем. Heinrich Gottlieb Ludwig Reichenbach, 1793—1879). Название рода образовано от др.-греч. ευ — «хороший» и др.-греч. ωδικος — «музыкальный», «поющий», что отражает пение представителей рода. В 2020 году на основании молекулярных филогенетических исследований данный род был восстановлен с включением в него видов, ранее относившихся к роду Lonchura.

## Места обитания
Обитают в саваннах и на лугах с редколесьем, и даже в полупустынях.

## Виды
В состав рода включают два вида
| Изображение | Научное название        | Русское название   | Распространение                              |
| ----------- | ----------------------- | ------------------ | -------------------------------------------- |
|             | Серебряноклювая амадина | Euodice cantans    | Центральная Африка                           |
|             | Малабарская амадина     | Euodice malabarica | Индийский субконтинент и прилегающие регионы |